# 5397 Vojislava
5397 Vojislava è un asteroide della fascia principale. Scoperto nel 1988, presenta un'orbita caratterizzata da un semiasse maggiore pari a 2,5299392 UA e da un'eccentricità di 0,1858904, inclinata di 12,40505° rispetto all'eclittica.